# Константин Тренчев (общественик)
 Тази статия е за революционерът от Берово.  За профсъюзния деятел вижте Константин Тренчев.  
Константин (Коста) Николов Тренчев е български лекар, хуманист и борец за Независима Македония.

## Биография
Роден е на 21 май 1895 година Посочена е и датата 15 май Самият Тренчев пише в спомените си, че точната дата не му е известна, но смята, че е роден около празника Св. Константин и Елена и поради това е кръстен Костадин. в беровското село Владимирово, тогава в Османската империя. Баща му, Никола, е член на църковната управа в селото, деец на ВМОРО.
Първоначалното си образование Константин Тренчев завършва в родното си село, след което учи в Скопие. В 1914 година завършва Военното училище в София и е произведен в чин подпоручик. По време на Междусъюзническата война, брат му Евтим, който е мобилизиран в българската армия, е пленен от гръцки части и умира в лагер на осторв Трикери. Майка му, София и сестра му са изнасилени и убити от гръцки войници, превзели Владимирово.
По време на Първата световна война служи като поручик в Допълняющия македонски (13 септември – 5 ноември 1915) и 64 пехотен полк (6 ноември 1915 – 25 април 1919) на 11 Македонска дивизия. На фронта пише стихотворението „На Христо Чернопеев“, комедията „Любовта на ротния писар“ (1916), автобиографичната драма „Освобождение или Черната ръка“ (1918) и др. Награден с Военен орден „За храброст“ IV степен.
След уволнението си от военна служба се завръща в Македония. От 1921 до 1928 година учи Медицина във Виена. Във Виена участва в работата на Македонския студентски съюз в чужбина, както и на Македонската федеративна организация. Сътрудничи на вестник „Македонско съзнание“. От 1928 година работи като лекар във Владимирово.
През 1941 година след освобождението на Вардарска Македония е избран за председател на Царевоселския клон на Илинденската организация. Същевременно е активен участник в българската обществена дейност в града. Включва се в дейността на българското читалище „Даме Груев“ и е негов председател.
След създаването на Социалистическа република Македония в рамките на Югославия заедно с Коста Терзиев и Васил Иванов от Струмица основава организацията „ВМРО 1945“, чрез която изпращат меморандум до Великите сили и ООН за създаване на самостоятелна и независима държава Македония. След това Константин Тренчев е арестуван и съден от югославските власти. Обвинен от прокурора, че е стар български агент и че изпълнява нареждания на Иван Михайлов, Тренчев отговаря, че в една независима Македония, за каквато се бори ВМРО няма да има преследване на никоя народност, най-малко на българската. Още повече, че хората в Македония не правят такава разлика между понятието „българин" и „македонец", каквато властите в Югославия съзнателно налагат с точно определени политически цели. Осъден е на смърт, но под международен натиск присъдата е заменена със затвор. До 1954 година е в затвора в Идризово.
Умира през 1969 година в Скопие.